# Goldstandard
Der Goldstandard ist eine Währungsordnung (auch Goldwährung genannt), bei der die Währung entweder aus Goldmünzen besteht oder aus Banknoten, die einen Anspruch auf Gold repräsentieren und in Gold eingetauscht werden können. Im einfachsten Fall fungiert geprägtes Gold direkt als Geld (Warengeld, Kurantmünze). Ein Goldstandard besteht aber auch dann, wenn eine Notenbank einen festen Umtauschkurs ihrer Währung in Banknoten zu Gold garantiert und tatsächlich jederzeit zum Umtausch in der gesamten Menge in der Lage und bereit ist.
Bei dem reinen Goldstandard entspricht die Geldmenge eines Landes dem Wert des monetär genutzten Goldbestandes dieses Landes. Zwischen Ländern, die einem reinen Goldstandard unterliegen, besteht grundsätzlich ein System fester Wechselkurse. Daneben gibt es u. a. das Proportionalsystem, bei dem nur für einen Teil der Geldmenge ein Goldbestand gehalten wird.
Das Währungsregime des Goldstandards hatte sich weltweit um das Jahr 1870 herum durchgesetzt und war ab 1880 in den Industriestaaten das anerkannte System geworden. Mit der vermehrten Nutzung von Banknoten und Giralgeld entfernte sich die Geldmenge bereits Ende des 19. Jahrhunderts mehr und mehr vom reinen Goldstandard in Richtung auf ein Proportionalsystem. Mit Beginn des Ersten Weltkriegs wurde die Einlösungspflicht von Banknoten in Gold von vielen Staaten ausgesetzt, so dass der Goldstandard in den Jahren ab 1914 praktisch aufgehoben war. Nach einer Phase flexibler Wechselkurse gab es auf der Konferenz von Genua 1922 eine Einigung, wonach neben Gold auch Devisen als Währungsreserven gehalten werden durften. Das System geriet mit der Weltwirtschaftskrise erneut ins Wanken. Im Juli 1944 beschlossen Repräsentanten aus 44 Staaten das System von Bretton Woods, das die Vorteile des Goldstandards als festen Wechselkurssystems mit den Vorteilen eines flexiblen Wechselkurssystems kombinieren sollte. Dieses System wurde 1973 abgeschafft.

## Formen des Goldstandards

### Klassischer Goldstandard

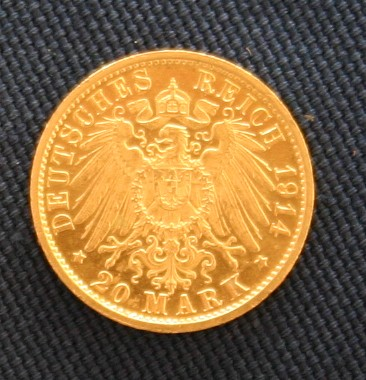
20-Mark-Goldmünze

Der Goldstandard entwickelte sich aus der Goldumlaufwährung, das heißt die im Land kursierenden Kurantmünzen waren ausschließlich Goldmünzen. Später ging man zur Goldkernwährung über. Es wurden Banknoten ausgegeben, die bei der nationalen Währungsbehörde gegen Gold getauscht werden konnten. In Deutschland wurde durch das Gesetz vom 4. Dezember 1871
mit der Reichsgoldmünze der Goldgehalt der neuen gemeinsamen Währung „Mark“ festgelegt und diese Währung durch das Münzgesetz vom 9. Juli 1873 auf alle Landeswährungen angewendet. Dabei galt das Proportionalsystem mit Dritteldeckung, d. h. die Notenbank musste einen Goldvorrat halten, dessen Wert einem Drittel der umlaufenden Münzen und Banknoten entsprach.
Indirekt an den Goldstandard angeschlossen waren solche Länder, die statt Goldreserven Währungsreserven von in Gold konvertierbaren Währungen anlegten (Golddevisenstandard). Der Vorteil von Devisenreserven gegenüber Gold war die Möglichkeit der Zinsziehung. In Indien und einem Großteil Lateinamerikas wurden Währungsreserven in Form von Devisen oder Forderungen gegenüber Ländern angenommen, deren Währungen in Gold konvertierbar waren. In Russland, Japan, Niederlande, Österreich-Ungarn, Skandinavien und den britischen Kolonien wurden die Devisen in Form von britischen Schatzwechseln oder Bankeinlagen gehalten. Das Kaiserreich Japan, das Kaiserreich Russland und Indien (damals britische Kolonie) waren die größten Länder, die diese Devisengeschäfte betrieben. Diese drei Länder hielten zeitweise fast zwei Drittel der gesamten Währungsreserven. Die wichtigste Währungsreserve war das britische Pfund Sterling. In der Zeit kurz vor dem Ersten Weltkrieg entfielen zirka 40 % aller Devisenreserven auf das Pfund Sterling. Weitere 40 % entfielen zusammen auf den französischen Franc und die deutsche Mark.

### Bimetallismus

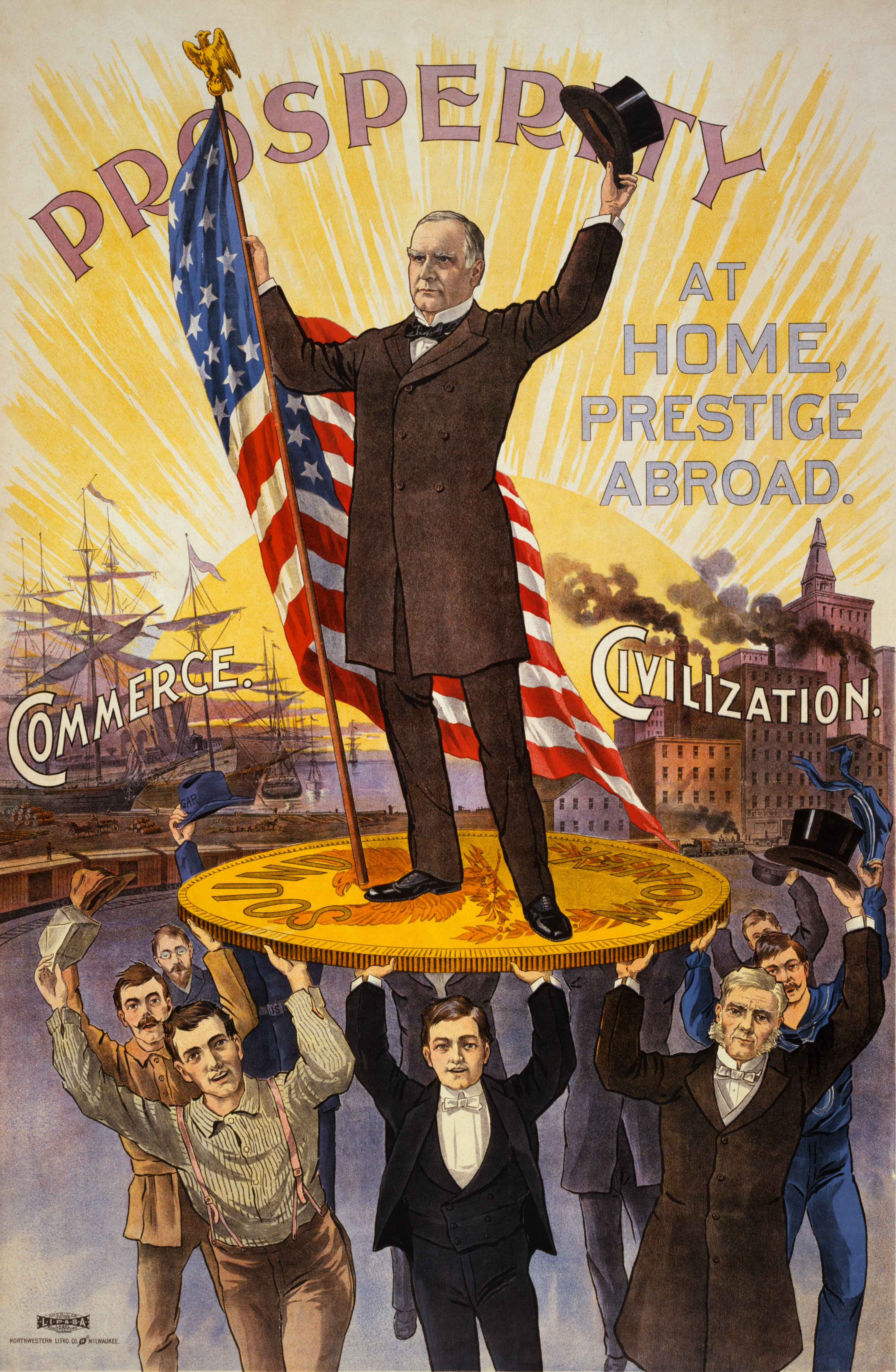
Im Wahlkampf von 1900 warb William McKinley für einen klassischen Goldstandard und gegen den Bimetallismus.

Die Währungsbestimmungen vieler Länder im 19. Jahrhundert erlaubten zur Mitte des 19. Jahrhunderts eine gleichzeitige Prägung von Gold- und Silbermünzen als durch ihren Metallwert gedeckte Kurantmünzen. Zu unterscheiden sind zwei Situationen: (a) Es gelten nur entweder Gold- oder Silbermünzen als offizielles Zahlungsmittel mit Annahmezwang – die anderen Münzen sind nur Handelsmünzen mit variablem Wechselkurs; (b) zwischen Gold- und Silbermünzen ist ein fester Wechselkurs festgelegt und beide Sorten sind offizielles Zahlungsmittel. Situation (b) liegt beim Bimetallismus vor, den vor allem Frankreich praktizierte. Nur in Großbritannien gab es bereits zu Beginn des 19. Jahrhunderts eine faktische Goldwährung, in Bremen auch eine gesetzliche Goldwährung (Thaler Gold). In Großbritannien hatte eine zu niedrige Festsetzung ihres Werts die Silbermünzen aus dem Umlauf verschwinden lassen. Eine nahezu reine Silberwährung war dagegen z. B. in Indien und China vorherrschend. Auch in den deutschsprachigen Ländern dominierte ein Silberstandard. Goldmünzen wurden hier nur als Handelsmünzen geprägt.
Nachdem das Deutsche Reich und die skandinavischen Länder zu Beginn des zweiten Drittels des 19. Jahrhunderts zum Goldstandard gewechselt waren, stand im internationalen Handel ein „Goldblock“ einem „Silberblock“ gegenüber. Das Bindeglied zwischen Gold- und Silberblock waren die Staaten mit einer bimetallischen Doppelwährung, v. a. Frankreich und die von ihm dominierte Lateinische Münzunion. In der Lateinischen Münzunion war das Wertverhältnis von Gold und Silber auf 1:15,5 festgelegt worden. Dieser Wert liegt auch dem Übergang vom Silber- zum Goldstandard im Dt. Reich 1871 zu Grunde. Durch die mit dem Wechsel zum Goldstandard einhergehende Demonetarisierung des Silbers in den Ländern des Goldblocks wurden große Mengen an Silber frei. Dieses Silber wurde am Markt u. a. gegen Gold verkauft. In der Folge sank der Wert des Silbers erheblich unter 1:15,5. Daran zerbrach der Bimetallismus der Münzunion.
Milton Friedman (1912–2006) und andere Ökonomen vertreten die Ansicht, dass das Preisniveau während der Deflation in Goldwährungsländern während der Zwischenkriegszeit (Great Depression) stabiler geblieben wäre, wenn das System des internationalen Bimetallismus nicht zugunsten des klassischen Goldstandards aufgegeben worden wäre. Im System des Bimetallismus wäre es einfacher gewesen, für die wachsende Warenmenge eine wachsende Geldmenge zu schaffen. Eine Deflation hätte so vermieden werden können.

## Theoretische Funktionsweise

### Theorie des Goldautomatismus
David Hume (1711–1776) entwickelte ein Modell, das als Goldautomatismus bekannt wurde. Es basiert auf vereinfachenden Grundannahmen. Es wird nur die Zirkulation der Goldmünzen betrachtet und die Rolle der Banken wird vernachlässigt. Wenn ein Exporteur für seine ausgeführten Waren mit Gold bezahlt wurde, brachte er es in eine Münzanstalt zum Prägen von Münzen. Sobald ein Importeur Waren ins Land einführte, bezahlte er die Waren mit Gold. Dies wurde als Export von Gold betrachtet. Ein Land, das mehr Gold für importierte Waren exportiert als es Waren exportiert, generiert einen Abfluss an Gold und damit ein Zahlungsbilanzdefizit. Da in solch einem Land weniger Goldmünzen im Umlauf waren, hatte dies fallende Preise zur Folge. Im Ausland hatte dies den Effekt, dass die Preise auf Grund des erhöhten Goldumlaufs stiegen; der Goldmünzenzufluss bedingte eine Änderung der relativen Preise. Diese Preiserhöhung hatte zur Folge, dass die importierten Güter im Defizitland teurer wurden und ihr Absatz zurückging. Für andere Länder verbilligten sich die Waren aus dem Defizitland, so dass der Konsum erhöht werden konnte. Das hatte für das Defizitland einen steigenden Export zur Folge und im Gegenzug gingen die Importe zurück. Der Automatismus sollte mittel- bis langfristig zu einem Ausgleich von Handelsbilanzungleichgewichten führen.

### Aufgabe der Zentralbanken unter dem Goldstandard
Eine wichtige Aufgabe der Zentralbanken unter dem klassischen Goldstandard bestand darin, Goldreserven in dem Umfang zu halten, wie es zur Deckung von Einlösungsverpflichtungen aus Banknoten und Scheidemünzen erforderlich war.
Hatte eine Zentralbank den Zinssatz erhöht, so floss ihr kurzfristig ausländisches, ebenfalls goldgedecktes Finanzkapital zu. Ihre Goldreserven erhöhten sich. Die Zahlungsbilanz des Gold abgebenden Landes wurde belastet, die des aufnehmenden Landes entlastet. (Mittelfristig kehrt sich dieser Effekt jedoch um, da nicht nur das Gold zurückgezahlt werden muss, sondern wegen des überproportional hohen Zinssatzes auch hohe Zinszahlungen in Gold geleistet werden müssen.) Wegen der kurzfristigen Ungleichgewichte in der Zahlungsbilanz konnte eine Kettenreaktion von Diskontsatzerhöhungen in Gang kommen. Die Zentralbanken des Blocks von Ländern mit Goldstandard kamen daher überein, dass alle Zentralbanken an die Weisungen einer einzigen Zentralbank gebunden sein sollten. Diese weisungsbefugte Zentralbank sollte die britische Bank of England sein, die damals einflussreichste Bank. Diese Übereinkunft ließ jedoch außer Acht, dass es zu unterschiedlichen wirtschaftlichen Entwicklungen in den verschiedenen Ländern kommen kann. In solchem Fall wird zugunsten national unterschiedlicher Diskontsätze argumentiert.

### Festes Wechselkurssystem
Zwischen den Ländern, die dem Goldstandard unterlagen und zwischen denen Gold frei bewegt werden durfte, führte die Goldumtauschverpflichtung der Zentralbanken dazu, dass die Wechselkurse faktisch fixiert wurden. Es entstand also ein festes Wechselkurssystem mit allen Vor- und Nachteilen. Der Wechselkurs entsprach dabei „automatisch“ dem rechnerischen Verhältnis der Goldmengen pro Nominal der beiden Währungen. Durch Unterschiede in der Ausgestaltung des Goldstandards und in der Kreditwürdigkeit der Staaten konnten die realen Wechselkurse von den rechnerischen Kursen abweichen.

### Nutzen und Probleme
Zwar kann der Wert des Goldes kurzzeitig von Staaten, Banken und mächtigen Individuen manipuliert werden, die meiste Zeit über verhindert eine Goldbindung aber, dass Staaten versuchen politische Probleme durch übermäßiges Gelddrucken aus der Welt zu schaffen. Hyperinflationen werden so verhindert. Auf der anderen Seite hängt der Goldwert an dem Umfang der weltweiten Goldproduktion. Wenn überraschend größere Goldvorkommen gefunden werden, kann der Goldwert und damit der Wert goldgebundener Währungen sinken. Andererseits kann es vorkommen, dass die Wirtschaft und Bevölkerung stark wächst, während die Goldproduktion stagniert oder zurückgeht, in diesem Fall entsteht eine Deflation mit ihren schwerwiegenden wirtschaftlichen und sozialen Folgen.

## Entwicklung
Der Ursprung der weltweiten Einführung eines Goldstandards im 19. Jahrhundert basiert auf zwei, nacheinander wirkenden Ursachen. Die erste Ursache ist darin zu sehen, dass der im Jahre 1717 letztmals korrigierte offizielle Kurs der goldenen Guinee im Verhältnis zum silbernen Pfund Sterling im bimetallischen Währungssystem Großbritanniens – gemessen an den Marktpreisen von Gold und Silber – auf Dauer zu hoch festgesetzt war. Der festgesetzte Zwangskurs bewertete Goldmünzen daher über und Silbermünzen unter. Dies hatte zur Folge, dass Silber aus dem Geldumlauf verschwand (siehe Greshamsches Gesetz). Es lohnte sich nämlich, die unterbewerteten Silbermünzen einzuschmelzen und als Metall zu verkaufen, weil die Silbermenge einer Münze einen Marktwert hatte, der höher als der Nennwert der Münze war. So verminderte sich der Bestand an umlaufenden Silbermünzen rasch; faktisch war Großbritannien zu einem alleinigen Goldstandard übergegangen.
Nachdem Großbritannien faktisch zum Goldstandard übergegangen war, konnte auf der internationalen Ebene eine zweite Ursache wirksam werden. In England hatte die industrielle Revolution begonnen und Großbritannien war zu der weltweit führenden Finanz- und Handelsmacht aufgestiegen. Für alle Länder, die mit Großbritannien Handel trieben und Kredite in Anspruch nehmen wollten, war der britische Goldstandard eine Alternative zum bisher verbreiteten System der Silberwährung. Das führte dazu, dass die wichtigsten Handelsmächte dazu übergingen, ihre Währung in Gold zu definieren und damit in Gold zu konvertieren. Aus den Entscheidungen der nationalen Regierungen konnte ein fester Wechselkurs entstehen. Nach 1870 war der Goldstandard das dominierende Währungssystem.
Eine weitere Ursache für die Einführung des Goldstandards im 19. Jahrhundert ist die Entwicklung der weltweiten Goldförderung. Bis 1839 betrug die Förderung nur ca. 15 Tonnen pro Jahr, ab 1852 wurden 209 Tonnen pro Jahr gefördert und dieses Niveau blieb bis zum Ende des 19. Jahrhunderts erhalten.

### Die Einführung des Goldstandards
Im Bereich des Deutschen Zollvereins galt seit dem Dresdner Münzvertrag (1838) ein einheitlicher Silberstandard. Großbritannien beziehungsweise die Bank of England führte mit dem Bank Charter Act den bereits faktisch geltenden, „klassischen“ Goldstandard von 1844 auch formal ein. Laut Gesetz durften Banknoten nur noch ausgegeben werden, wenn ihr nomineller Wert zu 100 % durch Gold oder Staatsanleihen gedeckt war. Portugal band sich 1854 an den Goldstandard, weil es den Großteil seines Außenhandels mit Großbritannien betrieb. Einige Länder beriefen 1865 eine internationale Konferenz ein, um eine Währungsunion auf Grundlage des Bimetallismus zu gründen. Frankreich, Belgien, Italien, die Schweiz und Griechenland bildeten als Ergebnis am 23. Dezember 1865 die Lateinische Münzunion. Es wurde befürchtet, dass sich die Welt in einen Goldblock, einen Silberblock und einen Bimetallblock spalten könnte.
Die Lateinische Münzunion stellte ihr Währungssystem 1883 auf eine reine Goldwährung um, weil der Bimetallismus wegen des Wertverfalls des Silbers nicht mehr zu halten war. Dänemark, Schweden und Norwegen formten ihrerseits die Skandinavische Münzunion auf der Basis des Goldstandards.
Die Reparationszahlungen, die nach dem Deutsch-Französischen Krieg ab 1871 vom besiegten Frankreich an Deutschland flossen, waren die Grundlage der neuen deutschen Goldwährung, der Mark. Frankreich musste Reparationen in Höhe von fünf Milliarden Franc zahlen. Dies geschah zu 273 Millionen Franc in Form von Goldmünzen. 4,2 Milliarden Franc wurden in Form von Wechseln beglichen, die in britischen Pfund Sterling notiert waren. Diese Wechsel wurden bei der Bank of England in Gold umgetauscht. In Deutschland wurde dieses Gold geschmolzen und zu eigenen Münzen geprägt beziehungsweise als Goldreserve bei der Reichsbank hinterlegt. Gleichzeitig verkaufte Deutschland seine Silberbestände und kaufte weiteres Gold auf dem Weltmarkt zu. Um einer Abwertung der Silberwährungen durch die hohe Silbermenge auf dem Markt entgegenzuwirken, limitierten Frankreich und die Lateinische Münzunion die Prägung von Silbermünzen. International sank jedoch der Silberwert – die Silbermünzen der Münzunion wurden faktisch von vollwertigen Kurantmünzen zu Scheidemünzen.
In den letzten Jahren des 19. Jahrhunderts führten die Vereinigten Staaten, Russland und Japan den klassischen Goldstandard ein. 1898 wurde die indische Rupie an das Pfund Sterling gebunden, darauf folgten auch Ceylon und Siam. In Lateinamerika gab es eine Lobby der Silberminenbetreiber, aber trotz deren Aktivitäten führten auch Mexiko (damals unter Porfirio Díaz), Peru und Uruguay den Goldstandard ein.

### Erster Weltkrieg
Mit Beginn des Ersten Weltkriegs wurde in den kriegführenden Staaten die Noteneinlösungspflicht in Gold aufgehoben. Dies hatte verschiedene Gründe. Um die Kriegskosten ohne Steuererhöhungen und durch ausschließliche Nutzung von Kriegsanleihen finanzieren zu können, brachte beispielsweise die deutsche Reichsregierung viel durch Gold nicht gedecktes Papiergeld aus. Es hätte das Vertrauen der deutschen Bevölkerung in die Stabilität der Mark untergraben, wenn bekannt geworden wäre, dass in den ersten Tagen des Krieges viele Banknoten in Gold umgetauscht worden wären. Die während des Krieges durch Zwangseingriffe „rückgestaute“ Inflation brach sich nach Ende des Krieges Bahn (siehe Deutsche Inflation 1914 bis 1923). Auch nicht-kriegführende Staaten wie Dänemark setzten die Goldeinlösepflicht rasch aus.

### Wiederherstellung des Goldstandards

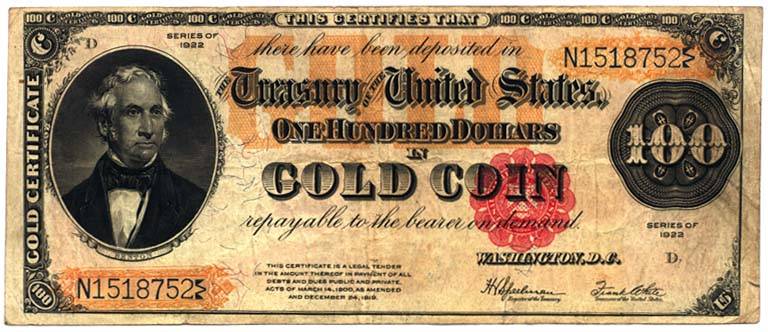
Das Goldzertifikat von 1922 konnte jederzeit gegen Goldmünzen eingetauscht werden.

Nach dem Ersten Weltkrieg wurde der Goldstandard in den meisten Ländern insofern wiederhergestellt, als die Einlösungsverpflichtung der Notenbanken wieder eingeführt wurde. Bei der Ausgabe neuer Zahlungsmittel wurde die Menge der ausgegebenen, neuen Zahlungsmittel an die Regeln des Goldstandards gebunden. Die Reserven der Zentralbanken wurden mittels ausländischer Kredite gedeckt und mit der Bedingung verknüpft, dass die Zentralbanken unabhängige Institutionen zu werden hatten. In den Ländern, in denen eine mäßige Inflation herrschte, gelang die Stabilisierung der eigenen Währung ohne Währungsreform. Dazu gehörten Belgien, Frankreich und Italien. Es konnte dabei jedoch nicht gleichzeitig zur Vorkriegsparität in Gold zurückgekehrt werden. Faktisch bedeutete dies auch hier einen Währungsschnitt, da die Staaten ihre Vorkriegsversprechen zur Einlösung in Gold nicht einhielten.
Länder, in denen der Inflation rechtzeitig entgegengewirkt wurde, konnten zum Vorkriegsgoldpreis zurückkehren. Mit diesem Schritt begann 1924 Schweden, das nicht aktiv am Krieg teilgenommen hatte. 1925 entschloss sich der damalige britische Finanzminister Winston Churchill, zum Goldstandard zurückzukehren, der 1914 ausgesetzt worden war. Die Einführung des Goldstandards zur Vorkriegsparität kam dabei einer starken Aufwertung des Pfund Sterlings gleich, da auch England einen Teil der Kriegskosten über die Geldschöpfung finanziert hatte. John Maynard Keynes wies darauf hin, dass sich – bei einem nominal identischen Wechselkurs aus Vorkriegszeiten v. a. zum ebenfalls Gold-gedeckten US-Dollar – die britischen Güter im Vergleich zu ausländischen Gütern um etwa 10 % verteuerten. Diese Entscheidung Churchills, den Goldstandard zur Vorkriegsparität wiedereinzuführen, wurde daher in England äußerst kontrovers diskutiert. Wirtschaftshistoriker haben kalkuliert, dass das Pfund um 10 % überbewertet in den Goldstandard eingetreten war, was zu einer Erhöhung der Arbeitslosenzahl um 721.000 führte. Im Nachhinein bezeichnete Churchill diese Entscheidung als den größten Fehler seines Lebens.
Die Schweiz führte den Goldstandard zwei Monate nach Großbritannien im Juni 1925 wieder ein. Auch Australien, die Niederlande und Südafrika kehrten zum Goldstandard zurück.

### Die Abkehr vom Goldstandard

Entwicklung des Pro-Kopf-Einkommens verschiedener Volkswirtschaften während der Weltwirtschaftskrise. Der Zeitpunkt der Abkehr vom Goldstandard ist mit einem kleinen Dreieck markiert.

Anders als in der Zeit vor dem Ersten Weltkrieg lief das System des Goldstandards in der Zeit zwischen den Weltkriegen nicht mehr stabil. Die Vereinigten Staaten erzielten während des Ersten Weltkriegs und in den Goldenen 1920er Jahren im Welthandel große Leistungsbilanzüberschüsse. Unter dem Goldstandard führten die Leistungsbilanzdefizite bei vielen Ländern, vor allem dem Deutschen Reich, zu einem beständigen Abfluss an Gold. Die Leistungsbilanzdefizite wurden durch eine großzügige Kreditvergabe der Vereinigten Staaten ausgeglichen. Für das Deutsche Reich kam die destabilisierende Wirkung der Reparationszahlungen nach dem Ersten Weltkrieg hinzu. Zur Jahreswende 1928/1929 wurde die Zahlungsschwäche vieler Länder offenbar. Die amerikanische Notenbank ging zur Dämpfung der überhitzten Konjunktur zu einer Hochzinspolitik über, was einen Goldzufluss aus Ländern mit niedrigeren Zinsen verursachte. Gleichzeitig kaufte Frankreich massiv Gold auf, um die Geldmenge des Franc entsprechend dem Bedarf der französischen Wirtschaft zu erhöhen. Der so verursachte Goldabfluss in die Vereinigten Staaten und nach Frankreich bedrohte in vielen Ländern die zur Aufrechterhaltung der Goldkonvertibilität notwendigen Mindestreserven. Diese Staaten waren gezwungen, die US-amerikanische Hochzinspolitik noch zu überbieten, wodurch die Kreditvergabe der Banken drastisch zurückging. Gleichzeitig mussten öffentliche Ausgaben drastisch gekürzt werden (Austeritätspolitik). Die so verursachte weltweite Kontraktion der Geldmenge war der Impuls, der die Weltwirtschaftskrise beginnend 1929 auslöste.
Eine weitere Ursache war die schwere Bankenkrise Anfang der 1930er Jahre, die zu Kreditklemme und massenhaften Firmenpleiten führte. Zur Bekämpfung der Bankenkrise, insbesondere der Bank Runs, hätte den Banken Liquidität bereitgestellt werden müssen. Für eine solche Politik stellte der Goldstandard aber ein unüberwindliches Hindernis dar. Der Grund für dieses Hindernis lag darin, dass die tatsächlich verfügbare Geldmenge in Ländern mit Goldkernwährung wesentlich höher war, als die Fähigkeit der Zentralbanken, goldgedecktes Bargeld auszugeben.
Auch unilaterale wirtschaftspolitische Maßnahmen zur Bekämpfung der Wirtschaftskrise erwiesen sich unter dem Goldstandard als unmöglich. Die Initiativen zur Ausweitung der Geldmenge und/oder zu antizyklischer Fiskalpolitik (Reflation) in Großbritannien (1930), den Vereinigten Staaten (1932), Belgien (1934) und Frankreich (1934–1935) scheiterten daran, dass die Maßnahmen eine defizitäre Leistungsbilanz verursachten und damit den Goldstandard gefährdeten.
Wirtschaftshistoriker sind sich einig, dass der Goldstandard ein Transmissionsmechanismus zur Verbreitung der Weltwirtschaftskrise war und zu Entstehung und Länge der Großen Depression maßgeblich beitrug. Mit der Zeit wurde der Fehler der Geldpolitik offenbar. Nach und nach suspendierten alle Staaten den Goldstandard und gingen zu einer Reflationspolitik über. Nach fast einhelliger Ansicht besteht ein klarer zeitlicher und inhaltlicher Zusammenhang zwischen der weltweiten Abkehr vom Goldstandard und dem Beginn der wirtschaftlichen Erholung.

#### Reichsmark und Österreichischer Schilling (1931)
Im Deutschen Reich und in Österreich wurde der Goldstandard nicht offiziell aufgegeben. Aber bereits im Sommer 1931 erreichte Österreich und Deutschland eine Bankenkrise (unter anderem Zusammenbruch der Creditanstalt im Mai 1931), bei der die Goldreserven abflossen. Die Regierungen waren gezwungen, die Konvertibilität der Währungen auszusetzen und zur Devisenbewirtschaftung überzugehen.

#### Sterlingblock (1931)
Die Überbewertung des Pfund Sterlings hatte jahrelang hohe Leistungsbilanzdefizite verursacht, was eine Verringerung der Goldbestände der Bank of England zur Folge hatte. Es wurde für die Bank von England immer schwieriger, die definierte Goldparität zu halten. Immer mehr Marktteilnehmer – Geldbesitzer und Spekulanten – rechneten mit einem fallenden Pfund Sterling (GBP); sie tauschten Gelder in andere Währungen um und verminderten damit die Devisenbestände der Bank of England (BoE). Die BoE steuerte mit einer starken Diskontsatz-Erhöhung gegen und nahm in Kauf, dass die Arbeitslosenquote auf 20 % stieg. Die Aussetzung der Goldkonvertibilität des GBP am 19. September 1931 markierte den Beginn des Zerfalls des internationalen Goldstandards. Mit der Abkehr vom Goldstandard kam es zu einer gewollten Abwertung (Kompetitive Abwertung) des GBP um 25 %, die die Wettbewerbsposition Großbritanniens im Außenhandel auf Kosten der Goldstandardländer erheblich verbesserte (beggar-thy-neighbour policy).
Viele andere Länder lösten sich ebenfalls vom Goldstandard. Da viele dieser Länder mit Großbritannien Handel trieben und von dort Kredite bezogen, war es für diese Länder sinnvoll, ihre eigene Währung an das britische Pfund zu koppeln.
Im internationalen Währungssystem gab es 1932 zwei Blöcke:
Staaten mit Goldstandard (geführt von den USA) und den sogenannten 'Sterlingblock' (Großbritannien und alle Staaten, die sich an das Pfund gebunden hatten).
Daneben gab es zahlreiche Staaten mit nicht-konvertiblen Währungen. In jedem dieser Staaten gab es eine Institution, die den Mangel an konvertiblen Devisen verwaltete („Devisenbewirtschaftung“).
Z. B. hatten viele Länder Mittel- und Osteuropas keine konvertible Währung.

#### Dollar (1933)
1933 lösten sich die Vereinigten Staaten vom Goldstandard, um die Geldmenge auszuweiten und die Deflation zu beenden. Dies trug dazu bei, die dortige Bankenkrise einzudämmen, und verhalf der US-Wirtschaft wieder zu einem Wirtschaftswachstum.
Franklin Delano Roosevelt (US-Präsident von 1933 bis zu seinem Tod 1945) beschloss, die Goldkonvertibilität des US-Dollar auszusetzen (im Rahmen seines Kampfes gegen die Great Depression). Es wurde ein Gesetz verabschiedet, das es erlaubte, Silber zur Münzprägung zu verwenden. Der private Goldbesitz wurde ab dem 1. Mai 1933 in den USA verboten, soweit er den Wert von 100 US-Dollar überstieg (Executive Order 6102 vom 5. April 1933). Dies entsprach zu damaliger Zeit etwa 150 Gramm Feingold. Das gesamte private Gold (Münzen, Barren und Zertifikate) musste bei staatlichen Annahmestellen innerhalb von 14 Tagen zum festen Goldpreis abgegeben werden. Die Regierung drückte den Kurs des Dollar, indem sie Gold zu höheren Preisen kaufte. Mit dem Gold Reserve Act von 1934 wurde der Goldpreis (weit über dem Marktpreis) bei 35 US-Dollar je Unze festgesetzt. Da die Unze Gold nun mehr Dollar kostete, führte die Erhöhung des Goldpreises zu einer Abwertung des Dollar auf 59 % seines letzten offiziellen Wertes. Diese Abwertung bewirkte, dass Ausländer 15 % mehr amerikanische Güter kaufen konnten und somit der Export gefördert wurde (Kompetitive Abwertung).
Die Abkehr der USA vom Goldstandard setzte eine Kettenreaktion in Gang: Kanada (Kanadischer Dollar), Kuba (Kubanischer Peso), ein Großteil der Staaten Mittelamerikas, Argentinien (Argentinischer Peso) und die Philippinen (Philippinischer Peso) lösten sich ebenfalls vom Goldstandard. Diese Maßnahmen verschlechterten die Wettbewerbsposition der letzten verbliebenen Mitglieder des Goldblocks und es kam zu einer Abwertungsspirale.

#### Bretton Woods (1944–1973)
Nach dem Zweiten Weltkrieg wurde das Bretton-Woods-System als internationales Währungssystem mit Wechselkursbandbreite geschaffen, das vom teilweise goldhinterlegten US-Dollar als Ankerwährung bestimmt war. Die Architekten des Bretton-Woods-Systems hatten versucht, die Vorteile des Goldstandards als fixes Wechselkurssystem (Wechselkursstabilität und Verhinderung von kompetitiven Abwertungen) mit den Vorteilen eines flexiblen Wechselkurssystems (v. a. die Möglichkeit, unilateral auf makroökonomische Schocks mit einer passenden Geldpolitik zu reagieren) zu kombinieren.
Das Bretton-Woods-System litt von Anfang an unter einem als Triffin-Dilemma bezeichneten Konstruktionsfehler. Der wachsende Welthandel führte zu einem steigenden Bedarf an Dollar-Währungsreserven. Diese Währungsreserven konnten aber nur durch konstante Leistungsbilanzüberschüsse gegenüber den USA erwirtschaftet werden. Die USA als Reservewährungsland unterlagen dabei nicht dem Leistungsbilanzanpassungszwang anderer Länder, weil die Verschuldung in eigener Währung vom Ausland finanziert wurde, solange ausländische Staaten ein Interesse daran hatten, Währungsreserven anzulegen. Ständige US-Leistungsbilanzdefizite mussten jedoch irgendwann das Vertrauen in den Dollar untergraben. Dieses System endete 1973. Am 15. August 1971 hob US-Präsident Richard Nixon die Bindung des Dollar an Gold auf (Nixon-Schock). 1973 wurden die Wechselkurse freigegeben.

#### Heute
1976 empfahl der Internationale Währungsfonds seinen Mitgliedern die Aufhebung der Goldbindung der Währungen. Nach wie vor unterhalten viele Staaten Goldreserven, ein bestimmter Goldwert der Währung wird aber nicht mehr garantiert.

## Wirtschaftshistorische Einordnung
Sowohl Historiker als auch Volkswirte sind sich weitgehend einig, dass der Goldstandard nicht zu einer Stabilisierung der Preise und der Konjunktur beitrug.
Die verbreitete Vorstellung, der Goldstandard führe zu einer besonderen „Stabilität“, muss vor dem geistigen Horizont der damaligen Zeit betrachtet werden. Arbeitslosigkeit wurde überhaupt erst Anfang des 20. Jahrhunderts als ökonomisches Problem wahrgenommen. In der viktorianischen Zeit war es international üblich, Arbeitslose als Faulenzer oder Vagabunden zu bezeichnen. Diese Wortwahl verrät, dass Arbeitslosigkeit als Persönlichkeitsschwäche wahrgenommen wurde und noch keine makroökonomischen Einflüsse hinter dem Ansteigen und Fallen der Zahl der Arbeitslosen erkannt wurden. Eine wissenschaftliche Auseinandersetzung mit dem Thema Arbeitslosigkeit begann erst langsam in den 1880er Jahren.
Anfang des 20. Jahrhunderts wuchs der politische Einfluss der Arbeiter, Gewerkschaften wurden mächtiger und in vielen Ländern wurden Wahlrechtsbeschränkungen (Dreiklassenwahlrecht, Zensuswahlrecht) langsam abgebaut. In zeitlicher Koinzidenz setzte sich auch die Erkenntnis durch, dass hohe Zentralbankzinsen Investitionen abschrecken und somit das Wirtschaftswachstum abschwächen. Gleichwohl zwang der Goldautomatismus die Politiker oftmals dazu, entgegen dieser Erkenntnis zu handeln.
Um 1917 herum wurden Wahlrechtsbeschränkungen zuungunsten der Mittel- und Unterschicht in den meisten Ländern weitgehend aufgehoben. Als Folge davon wurde die Angst der Arbeiter vor Arbeitslosigkeit ein bedeutsamer politischer Faktor. In der Folgezeit wurde auch von ökonomischen Pionieren der Zusammenhang zwischen Geldmenge, Kredit, Wirtschaftswachstum und Arbeitslosigkeit entdeckt. Allerdings setzten sich diese Erkenntnisse erst nach der Weltwirtschaftskrise im ökonomischen Mainstream durch (Keynesianische Geldtheorie, Monetarismus). Dies alles schwächte den bis dahin vorhandenen Konsens zugunsten des Goldstandards. Unter dem Goldstandard wurde die Volkswirtschaft von dem prozyklisch wirkenden Goldautomatismus gelenkt, eine autonome Geldpolitik war faktisch nicht möglich. Eine Expansive Geldpolitik zur Stabilisierung der Geldmenge und Bekämpfung einer Rezession war nur möglich, wenn alle Länder des Goldstandards in gleichem Umfang eine expansive Geldpolitik verfolgten. Diese fatale Starrheit des Goldstandards konnte vor dem Ersten Weltkrieg durch internationale Kooperation gedämpft werden, nach dem Ersten Weltkrieg kam eine solche Kooperation nicht mehr zustande. In den 1920er Jahren zeigte sich, dass der Goldstandard tatsächlich kein Stabilitätsanker war, sondern eine große Gefahr für die finanzielle Stabilität und den wirtschaftlichen Wohlstand. Unter dem Goldstandard mussten die Regierungen zu Beginn der Weltwirtschaftskrise machtlos zusehen, wie die Geldmenge kontrahierte, Schuldenkrisen entstanden und das Bankensystem zum großen Schaden der Realwirtschaft zusammenbrach. Alle Staaten, die das Instrumentarium einer autonomen Geldpolitik nutzen wollten (z. B. Expansive Geldpolitik, Kompetitive Abwertung), mussten den Goldstandard aufgeben. Nach fast einhelliger Ansicht besteht ein klarer zeitlicher und inhaltlicher Zusammenhang zwischen der weltweiten Abkehr vom Goldstandard und dem Beginn der wirtschaftlichen Erholung.
Der Goldautomatismus wird heute als Geldmengen-Preismechanismus bezeichnet und gilt auch heute noch als grundsätzlich funktionierender Zahlungsbilanzausgleichsmechanismus. Der Geldmengen-Preismechanismus verursacht allerdings beim Abbau von Zahlungsbilanzüberschüssen erhöhte Inflation und beim Abbau von Zahlungsbilanzdefiziten eine Depression und erhöhte Arbeitslosigkeit.